# Jacky Boonen
Pour les articles homonymes, voir Boonen.
Jacky Boonen, né à Dilsen le 9 avril 1968, est un joueur de football belge aujourd'hui retraité. Il a occupé le poste de milieu de terrain durant toute sa carrière.

## Carrière
Jacky Boonen commence le football dans le club de sa ville natale, le KVV Heidebloem Dilsen. Il rejoint ensuite le Patro Eisden où il termine sa formation. En 1986, il intègre l'équipe première du club qui évolue en deuxième division. Après deux saisons, il est recruté par le Lierse et découvre ainsi la première division belge. Bien que souvent aligné, il ne parvient pas à s'imposer durablement dans le onze de départ du club et après quatre ans et près de 80 rencontres disputées, il part au KSK Beveren durant l'été 1992. Il y devient rapidement un titulaire incontournable en milieu de terrain durant les trois années qu'il passe dans le pays de Waes, ne loupant que cinq rencontres officielles. Malgré cela, il est pris en grippe par une partie du public et il décide de quitter le club en 1995 pour rejoindre le rival du KSC Lokeren, actif en Division 2.
Jacky Boonen gagne directement une place de titulaire en milieu de terrain et est un pion essentiel dans la conquête du titre de champion de deuxième division, synonyme de retour parmi l'élite. Mais six mois plus tard, il perd sa place dans l'équipe et ne joue quasiment plus jusqu'à la fin de la saison. Il est prêté pour toute la saison 1997-1998 au KV Turnhout, alors en Division 2, puis est libéré par le club. Il part alors tenter sa chance à l'étranger et s'engage avec le club écossais de Dundee United. Il joue une saison en Premier League écossaise sans parvenir à s'imposer dans l'équipe. Il part alors en Autriche, où il signe un contrat avec le BSV Bad Bleiberg, un club de Regionalliga Mitte, la troisième division autrichienne. 
En décembre 2000, il revient en Belgique et s'engage au KFC Dessel Sport, en Division 2. Il y reste jusqu'au terme de la saison, son contrat n'étant pas prolongé au-delà. Il retourne alors un an en Autriche, au SV Spittal/Drau, un autre club de Regionalliga Mitte. Il revient ensuite en Belgique et signe au Verbroedering Maasmechelen, en Promotion, où il met un terme à sa carrière en 2004.

## Palmarès
- 1 fois champion de Division 2 en 1996 avec le KSC Lokeren.

## Statistiques
| Saison                | Club                  | Championnat           | Championnat | Championnat | Coupe nationale | Coupe nationale | Coupe de la Ligue | Coupe de la Ligue | Total | Total |
| Saison                | Club                  | Division              | M.          | B.          | M.              | B.              | M.                | B.                | M.    | B.    |
| 1986-1987             | Patro Eisden          | Division 2            | 4           | 0           | -               | -               | 0                 | 0                 | 4     | 0     |
| 1987-1988             | Patro Eisden          | Division 2            | 19          | 0           | -               | -               | 0                 | 0                 | 19    | 0     |
| Sous-total            | Sous-total            | Sous-total            | 23          | 0           | -               | -               | 0                 | 0                 | 23    | 0     |
| 1988-1989             | K Lierse SK           | Division 1            | 18          | 1           | -               | -               | 0                 | 0                 | 18    | 1     |
| 1989-1990             | K Lierse SK           | Division 1            | 28          | 5           | 1               | 0               | 0                 | 0                 | 29    | 5     |
| 1990-1991             | K Lierse SK           | Division 1            | 17          | 1           | 1               | 0               | 0                 | 0                 | 18    | 1     |
| 1991-1992             | K Lierse SK           | Division 1            | 13          | 4           | 1               | 0               | 0                 | 0                 | 14    | 4     |
| Sous-total            | Sous-total            | Sous-total            | 76          | 11          | 3               | 0               | 0                 | 0                 | 79    | 11    |
| 1992-1993             | KSK Beveren           | Division 1            | 32          | 4           | 3               | 3               | 0                 | 0                 | 35    | 7     |
| 1993-1994             | KSK Beveren           | Division 1            | 33          | 2           | 1               | 0               | 0                 | 0                 | 34    | 2     |
| 1994-1995             | KSK Beveren           | Division 1            | 32          | 2           | 3               | 0               | 0                 | 0                 | 35    | 2     |
| Sous-total            | Sous-total            | Sous-total            | 97          | 8           | 7               | 3               | 0                 | 0                 | 104   | 11    |
| 1995-1996             | KSC Lokeren           | Division 2            | 34          | 6           | 4               | 1               | 0                 | 0                 | 38    | 7     |
| 1996-1997             | KSC Lokeren           | Division 1            | 23          | 0           | 2               | 0               | 0                 | 0                 | 25    | 0     |
| 1997-1998             | KSC Lokeren           | Division 1            | 0           | 0           | 0               | 0               | 1                 | 0                 | 1     | 0     |
| Sous-total            | Sous-total            | Sous-total            | 57          | 6           | 6               | 1               | 1                 | 0                 | 64    | 7     |
| 1997-1998             | KV Turnhout           | Division 2            | 26          | 5           | 0               | 0               | 0                 | 0                 | 26    | 5     |
| Sous-total            | Sous-total            | Sous-total            | 26          | 5           | 0               | 0               | 0                 | 0                 | 26    | 5     |
| 1998-1999             | Dundee United         | Premier League        | -           | -           | -               | -               | -                 | -                 | 0     | 0     |
| Sous-total            | Sous-total            | Sous-total            | -           | -           | -               | -               | -                 | -                 | 0     | 0     |
| 1999-2000             | BSV Bad Bleiberg      | Regionalliga Mitte    | -           | -           | -               | -               | -                 | -                 | 0     | 0     |
| 2000-2001             | BSV Bad Bleiberg      | Regionalliga Mitte    | -           | -           | -               | -               | -                 | -                 | 0     | 0     |
| Sous-total            | Sous-total            | Sous-total            | -           | -           | -               | -               | -                 | -                 | 0     | 0     |
| 2000-2001             | KFC Dessel Sport      | Division 2            | 12          | 1           | 0               | 0               | 0                 | 0                 | 12    | 1     |
| Sous-total            | Sous-total            | Sous-total            | 12          | 1           | 0               | 0               | 0                 | 0                 | 12    | 1     |
| 2001-2002             | SV Spittal/Drau       | Regionalliga Mitte    | -           | -           | -               | -               | -                 | -                 | 0     | 0     |
| Sous-total            | Sous-total            | Sous-total            | -           | -           | -               | -               | -                 | -                 | 0     | 0     |
| 2002-2003             | Verbr. Maasmechelen   | Promotion             | 10          | 1           | 0               | 0               | 0                 | 0                 | 10    | 1     |
| 2003-2004             | Verbr. Maasmechelen   | Promotion             | 0           | 0           | 0               | 0               | 0                 | 0                 | 0     | 0     |
| Sous-total            | Sous-total            | Sous-total            | 10          | 1           | 0               | 0               | 0                 | 0                 | 10    | 1     |
| Total sur la carrière | Total sur la carrière | Total sur la carrière | 301         | 32          | 16              | 4               | 1                 | 0                 | 318   | 36    |